# مینتواک (ویسکانسین)
مینتوواک، ویسکانسین  (به انگلیسی: Manitowoc) شهری در شهرستان مینتوواک ایالت ویسکانسین است که در سال ۱۸۷۰ بنیان‌گذاری شده‌است. این شهر طبق سرشماری سال ۲۰۱۰ میلادی ۳۳٬۷۳۶ نفر جمعیت داشته‌است.